# Spruce (Wisconsin)
Spruce es un pueblo ubicado en el condado de Oconto en el estado estadounidense de Wisconsin. En el Censo de 2010 tenía una población de 835 habitantes y una densidad poblacional de 9,04 personas por km².

## Geografía
Spruce se encuentra ubicado en las coordenadas 44°58′30″N 88°10′30″O / 44.97500, -88.17500. Según la Oficina del Censo de los Estados Unidos, Spruce tiene una superficie total de 92.37 km², de la cual 90.93 km² corresponden a tierra firme y (1.55%) 1.43 km² es agua.

## Demografía
Según el censo de 2010, había 835 personas residiendo en Spruce. La densidad de población era de 9,04 hab./km². De los 835 habitantes, Spruce estaba compuesto por el 96.17% blancos, el 0.6% eran afroamericanos, el 1.2% eran amerindios, el 0.36% eran asiáticos, el 0% eran isleños del Pacífico, el 0.84% eran de otras razas y el 0.84% pertenecían a dos o más razas. Del total de la población el 1.44% eran hispanos o latinos de cualquier raza.